# 中国历史研究法 (梁启超)

中国历史研究法（梁启超）

《中国历史研究法》是1921年梁启超受邀在天津南开大学任课外演讲的授课内容；学期终整理稿件，著《中国历史研究法》一书，凡十万言。1922年（民国十一年）出版。
梁启超在自序中开宗明义，说明中国历史，浩如烟海，不下数万卷，不可不读，又不可能全读，因此提出他多年研究历史的方法作为引导。
《中国历史研究法》再版多次，并有日文翻译本。

## 内容
《中国历史研究法》全书内容共六章。
第一章：《史之意义及其范围》
- 提出一系列中国历史研究专题：第一：中华民族是否中国之原住民或移民，第二：外族对中国文化的影响，第三：民族之根本思想何在，第四：中国民族在人类全体上之位置及其特性专题[4]。

第二章：《过去中国之史学界》
- 《春秋》、《尚书》、《史记》、《汉书》、《通典》、《資治通鑒》。
- 史籍之注释考据

第三章 《史之改造》
- 主张古为今用，将浩如烟海的古籍，整理提炼为中国通史和中国专史如中国法制史、中国文学史、中国哲学史、中国美术史等。

第四章：《说史料》
- 文字记录的史料：旧史、历史性文件、史部外的典籍、类书、古逸书辑本、金石、碑文、外国人著述。
- 非文字记录的史料：历史传说、历史遗迹等

第五章：《史料之搜集与鉴别》
- 搜集史料之法。史料往往单举一事，觉得无足轻重，但汇集同类事加以比较，“则有时代之状况可以活跃表现”。
  - 案例一：研究春秋以前部落分立情况，从《国语》、《左传》中得60余例，从《汉书·地理志》得30余例，从金文中得90余例，从其他书籍又得三四十例，“除去重复，夏、商、周古国之名可考见者将近三百国，大河以南江淮以北，居三分之二，古代社会结构之殊于今日，可见一斑”[5]。
  - 案例二：研究中国与印度文化沟通，根据义净《大唐西域求法高僧传》、慧皎《高僧传》得六七十人，加上其他史籍收罗材料，共一百八十多人，将这些高僧的年代籍贯，学业成绩，行经路线加以整理，为种种之统计，“而中印往昔交通遗迹，与夫隋唐间学术思想之变迁之故，皆可以大明”[5]。
- 鉴别史料之法。

第六章：《史迹之论次》

## 评价
《中国历史研究法》一书，在学界获得较高的评价：
- “如果说发表于1902年的《新史学》吹响了“史学革新”的号角，那么《中国历史研究法》则是这一革新的成果。”[6]

- “在西方史学理论直接或间接的影响下，中国史学家撰写的史学理论著作也开始问世，影响较大的有梁启超《中国历史研究法》 ( 1922 年)”[7]。

## 版本
- 1921年11月、12月《改造》杂志第四卷第三、四号刊载摘录。
- 1922年1月上海商务印书馆初版单行本。
- 1930年4月商务印书馆将此书作为《万有文库》之一种出版。
- 1989年10月上海书店作为《民国丛书》影印出版

## 翻译本
- 日文：长谷达吉译 《支那历史研究》，东京改造社 1938年7月